# Jaime Urrutia Valenzuela
Jaime Urrutia Valenzuela (Madrid, 21 de juny de 1958), és un compositor i músic espanyol de l'anomenada movida madrilenya.

## Biografia

### Inicis
Va ser membre d'Ejecutivos Agresivos, un dels grups seminals de la nova onada, de la qual van sorgir també grups com a Derribos Arias o Décima Víctima, i que van iniciar les hordes anomenades «sinistres» de la moguda, les principals influències de la qual eren grups britànics com The Cure, Joy Division o Bauhaus. Quan el grup es va dissoldre, va fundar juntament amb Ferni Presas i Edi Clavo, Gabinete Caligari el nom del qual es basava en la pel·lícula El gabinet del Dr. Caligari (1920), considerada l'obra per excel·lència del cinema expressionista alemany.

### Gabinete Caligari
Després d'una primera època fosca —amb temes com a Tren especial, Olor a carne quemada i ¿Cómo perdimos Berlín?—, les composicions d'Urrutia van anar sent més eclèctiques, recuperant temes aliens a l'univers del rock quant a les lletres, com aquelles que són estupends llenços del món del toreig —no en va el seu pare va ser crític taurí— i amanint-les amb melodies influïdes per la tarantel·la o el pasdoble.

### Carrera en solitari
Després de Gabinete Caligari, el seu primer disc en solitari va ser Patente de corso (2002), del que es van extreure temes com a Qué barbaridad o Castillos en el aire, i que el va retornar a l'actualitat musical, fet al que van contribuir les col·laboracions amb artistes com Loquillo, Enrique Bunbury o Andrés Calamaro. Jaime va contractar per a l'enregistrament del seu primer disc i els posteriors concerts precisament els músics de Calamaro, Niño Bruno, Julian Kanevski, Germán Vilella, Candy Caramelo i Guille Martín. El disc incloïa incursions en la bossa nova i els ritmes llatins, i va suposar ampliar la paleta musical de Jaime com a compositor respecte als estils desenvolupats a Gabinete Caligari.
El 2005 va editar El muchacho eléctrico, d'èxit i difusió més moderats. No obstant això, Jaime Urrutia manté el pols compositiu, creant lletres molt properes a certa època de Gabinete Caligari, però molt allunyades del que és el patró compositiu dels cantautors espanyols.
El 2006 va col·laborar amb la Vargas Blues Band del guitarrista i líder del grup Javier Vargas amb el tema de gelosia.
A pesar que Gabinete Caligari era un grup solvent en viu, mai va editar algun concert gravat, per la reticència dels seus membres cap als discos en directe. Únicament es van registrar diversos temes solts en algunes reedicions posteriors dels seus discos d'estudi. No obstant això, el 20 de febrer de 2007 Jaime Urrutia va gravar En Joy, el seu primer disc en directe a la sala Joy Eslava al costat de músics de la seva generació com Ariel Rot i Loquillo, i uns altres d'actualitat com Eva Amaral d'Amaral, Dani Martín del El Canto del Loco o el duo Pereza, entre d'altres. Jaime va tocar amb un grup molt poc conegut anomenat Oopstell per l'aniversari de cadena SER a Xàtiva. El disc va ser editat uns mesos més tard, juntament amb el DVD del concert.
Ja el 2010 publica Lo que no está escrito, un disc gravat als estudis circo Perrotti a Gijón, en analògic al més pur estil Elvis, de l'època dels anys 50 i 60, del qual se n'extreuen cançons com la que dona títol al disc, Lo que no está escrito, De perdidos al río, potser la joia de la corona, o Tratando, que ja va incloure en el directe de 2007, En Joy.

### Actualitat
Des de 2007 Jaime Urrutia apareix cada divendres de 18.00 a 19.00 hores, juntament amb el seu amic Ariel Rot, al programa La Ventana de la Cadena SER, on xerren de música i radien una selecció de cançons de grups o solistes que han influït en les seves carreres musicals, o pels quals senten una especial feblesa. La secció es diu «Long play» i en ella va confessar que utilitzava Ares Galaxy per baixar cançons però que per a ell «baixar-se discos sencers és un acte d'incultura; de ser un incult».

## Discografia
- Patente de Corso (2002).
- El Muchacho Eléctrico (2005).
- Jaime Urrutia en Joy (2007).
- Lo Que No Está Escrito (2010).

### Senzills
- ¡Qué Barbaridad! (2002).
- Castillos en el Aire (2002).
- ¿Dónde Estás? (2002).
- Toda mi Vida (2002).
- Escándalo de Amores (2003).
- El Hombre de Negro - Loquillo (col·laboració) (2009).
- Lo que no está escrito (2010).

## Llibres
En el 2014 va treure un llibre anomenat Cançons per emmarcar en el qual analitza més d'una vintena de cançons que li van formar i van inspirar en la seva carrera artística.